# Ланчихин, Дмитрий Валерьевич
Дмитрий Валерьевич Ланчихин (род. 19 марта 1973) — российский кинорежиссёр, сценарист.

## Биография
Дмитрий Ланчихин родился 19 марта 1973 года в городе Сызрань.
С 1990 по 1994 год учился в Саратовской консерватории им. Собинова на театральном факультете (мастерская народной артистки СССР Валентины Ермаковой). По окончании учёбы был принят в труппу Саратовского академического театра драмы под  руководством Александра Дзекуна.
В 1999—2001 годах учился на Высших курсах сценаристов и режиссёров в мастерской Владимира Хотиненко и Павла Финна.

## Фильмография
- 1999 — Скрипач — автор сценария, режиссёр-постановщик
- 2001 — И была ночь… — автор сценария
- 2002 — Ангел и Демон Михаила Врубеля — автор сценария, режиссёр-постановщик, оператор-постановщик
- 2002 — Любовь и безумие Зинаиды Райх — оператор-постановщик
- 2003 — Последняя любовь последнего царя — режиссёр-постановщик
- 2004 — Ловушка — автор сценария, режиссёр-постановщик
- 2004 — Жан — оператор-постановщик
- 2007 — Час Волкова — режиссёр-постановщик
- 2008 — Час Волкова 2 — режиссёр-постановщик
- 2011 — На свидание к отцу — оператор-постановщик
- 2011 — Авось — оператор-постановщик
- 2014 — Класс коррекции — автор сценария
- 2017 — Карп отмороженный — автор сценария
- 2017 — Апостасья — автор сценария
- 2018 — Медное солнце — автор сценария